# Triboniophorus aff. graeffei
Triboniophorus sp. nov. 'Kaputar' ou Triboniophorus aff. graeffei é uma espécie de lesma descoberta no ano de 2013. Tem coloração rosa fluorescente e é carnívora, se alimentando de outras lesmas, vegetarianas, além de musgo e fungos das árvores.